# 學衡派
學衡派是一個在民國早期形成的文化保守主义學術流派，宗旨是“論究學術，闡求真理，昌明國粹，融化新知，以中正之眼光，行批評之職事，無偏無黨，不激不隨”。依學衡的最初精神，凡在《學衡》雜誌發文之人，通常視為學衡派成員。學衡派成員雖存在共同的旨趣，但仍有各自觀點的差別。

## 歷史
早在國外，1910年代中後期留美中國學生群體當中，以對中國文化、文言文及白話文的意見分歧，可以分爲兩派：
- 一派以梅光迪、胡先骕等人爲代表，認同、捍衛中國文化，及文言文；
- 一派以胡适等人爲代表，認爲西方文化高於中國文化，主張全盤西化，意圖打倒文言文，推行白話文。

這些留洋學生回國后在國内形成兩派，維護中國文化派以為南京为中心。胡先骕、梅光迪、吳宓等人先後來到南京高等师范学校（国立东南大学，现在的南京大學）。
1917年胡適在《新青年》上發表《文學改良芻議》，胡先驌則在《南高日刊》上發表《中國文學改良論》，白話文和文言文文學之爭日益成爲導火綫。
1920年胡適出版白話文詩集《嘗試集》，隨後胡先驌撰《評〈嘗試集〉》，但「歷投南北各日報及各文學雜誌」，無一為之刊登，胡先驌遂和梅光迪等人商量自辦刊物，得到劉伯明、马宗霍（承堃）的支持，隨後吳宓、柳翼謀（柳詒徵）等人也加入。
1921年10月，學衡雜誌社成立。1922年1月，《學衡》雜誌創刊。

### 學衡人物
學衡派主要人物
- 梅光迪：《學衡》雜誌的發起、籌辦人。受白璧德人文主义思想影响，立誌於儒家學說的復興。
- 吳宓：長期擔任《學衡》雜誌主編，服膺西方新人文主義導師白璧德，以弘扬中国儒家传统文化自居。
- 胡先驌：《学衡》杂志发起人之一，學衡核心人物之一，科學家、人文學者、文學家。
- 柳詒徵：學衡的國學支柱，啟發現代儒學復興運動。
- 劉伯明：學貫中西，作為中國現代學術的精神宗師，同樣以其人格力量擔當著學衡的精神領袖。劉伯明和柳詒徵並為學衡派的兩大精神領袖和靈魂人物。
- 马宗霍（承堃）：《学衡》专栏“国学摭谭”作者，文字音韵学家、史学家、经学经、文学评论家、书法家、书法评论家。

學衡派是一個文人群體，他們往往学贯中西，因此構成了一个當時向現代文化社會轉型時代中國的精英文化集团。在以上六位核心人物之外，还有蕭純錦、邵祖平、湯用彤、徐则陵、王國維、繆鳳林、張其昀、陳寅恪、梁啟超、黃節、林損、王易、张歆海、郭斌和、景昌極、王焕镳、劉永濟、吴芳吉、趙萬里、胡夢華、張蔭麟、向達、鄭鶴聲等人。

### 学风
劉伯明曾撰《論學者之精神》、《再論學者之精神》、《論學風》等。劉氏倡言，學者應具學者精神，作為一體的學者精神，可分五端：一、學者應具自信之精神。 二、學者應註重自得。三、學者應具知識的貞操。四、學者應具求真之精神。五、學者必持審慎之態度。“真正的學者，一面潛心渺慮，致力於專門之研究，而一面 又宜了解其所研究之社會的意義。其心不囿於一曲而能感覺人生之價值及意義。或具有社會之精神及意識。如是而後始為真正之學者也”。“茍冀為學者，必於科學 有適當之訓練而後可。所謂科學精神：其最要者曰唯真是求，凡搜集證據，考核事實皆是也。唯真是求，故其心最自由，不主故常。蓋所謂自由之心，實古今新理發 現之條件也。”
中國“古來學風，最重節操。大師宿儒，其立身行己，靡不措意於斯。雖經貧窮，守誌彌堅。”“不為燥濕輕重，不為窮達易 節。”“學校既為研究學術，培養人格之所，一切權威應基於學問道德。事功雖為人格之表現，然亦應辨其動機之是否高潔，以定其價值之高下。若通俗所重之名利 尊榮，則應擯之學者思想之外。老子曰：雖有榮觀，燕處超然。此從事教育者應持之態度，而亦應提倡之學風也。”

### 人文主義
從文化理念上看，學衡派持人文主義，在很大程度上是中西人文主義在現代社會的結合。中國人文主義學者柳翼謀源溯孔子，孔子被看作是人文思想的鼻祖。西方新人文主義宗師白璧德遠溯亞裡士多德及柏拉圖、蘇格拉底，梅光迪、吳宓、張歆海、郭斌和以及陳寅恪、湯用彤等人本源儒家，又都是白璧德的弟子，或認同其思想。人文主義的基本觀念是尊重人本、崇尚理性。胡先骕翻译的《白璧德中西人文教育谈》（发表于《学衡》第三期，1922年）是学衡派向中国介绍人文主义思想的最早文章。

### 中國文化
學衡派認爲，中國傳統文化的精粹具有永恆的價值，是構成民族文化的基石。孔子是中國文化的集大成者和開創者，儒家文化是中國文化的主軸。

### 儒家思想
學衡是現代新儒家的學術源頭。學衡派認為，“以儒家之根本精神，為解決今世人生問題之要義”。

### 道德理想
學衡派倡導以道德構建理想社會，德化天下，以人文道德拯救现世世界。提倡君子之德，注重人格修養。

### 世界主義
學衡派融通中西人文思想，關注文化及國家危機下的中國，同時關切整個人類世界的前途。学衡派认为，“在現代科學昌明的物質狀態下”，只有儒家思想，才能“使 吾中國人免蹈近百年來歐美生計組織之覆轍，不至以物質生活問題之糾紛，妨害精神生活之向上”。並認爲儒教是世界之光，以儒教拯救當今物質社會，“此吾儕對 於全人類之一大責任也。”。

## 擴展閱讀
- 王晴佳：〈“观乎人文，以化成天下”：“学衡派”对中西文化的理解和诠释（页面存档备份，存于）〉。
- 王晴佳：〈白璧德與「學衡派」—— 一個學術文化史的比較研究（页面存档备份，存于）〉。
- 《學衡》中的「柳詒徵」
- 学衡派的政治理念与道德理想主义（页面存档备份，存于）
- 张淑锵：学衡派：浙大学术文化的重要源流 《浙江大学报》